# Fritiof och Carmencita
"Fritiof och Carmencita", även kallad "Tango i Samborombon", med inledningsorden "Samborombon, en liten by förutan gata", är en sång skriven av Evert Taube. Den publicerades för första gången i vissamlingen Evert Taubes bästa 1937 och sjöngs på skiva av honom samma år. Sångtexten handlar om hur Fritiof Andersson i april 1932 dansar tango med den söta Carmencita i byn Samborombón och friar – men får nej. 
Taube fick idén till "Fritiof och Carmencita" i mitten av 1930-talet, vid en båtresa till Sandhamn. År 1914 hade han i Argentina besökt byn Cerro della Gloria vid Samborombónbukten nära Río de la Platas utlopp. Dit kom han med en vän, José Cortajarena, till dennes föräldrahem Estancia San Martin Samborombón. Familjens yngsta dotter hette Cecilia, men Taube kallar henne i visan Carmencita, den lilla Carmen, och placerar in henne i Fritiof Anderssons värld. Cecilia Cortajarena kom i verkligheten så småningom att överta gården efter sin bror. Hon gifte sig med Pedro Ezquiaga och fick tolv barn.

## Inspelningar
En stor mängd grammofoninspelningar finns av sången, bland annat med William Clauson, Kvartetten Synkopen, Olle Adolphson, Sven-Bertil Taube och Erland Hagegård. Den 11 januari 1981 låg Sven-Bertil Taubes inspelning på Svensktoppen i en vecka.

## Tango i Nizza
I sången "Tango i Nizza", med inledningsorden "Säj minns ni mej ännu, Don Fritiof Andersson, det var längesen vi fick en dans, vi två?", publicerad 1938 i Himlajord, återkommer Taube till paret Carmencita och Fritiof Andersson. Efter succén med "Fritiof och Carmencita" bestämde sig Taube för att skriva en fortsättning på historien. Fritiof och Carmencita möts igen efter fem år på Rivieran, på ett dansgolv i Nice. Nu är rollerna ombytta, och det är Carmencita som friar till Fritiof.